# Statenverkiezingen Aruba 2021
Op 25 juni 2021 vonden in Aruba verkiezingen plaats voor de Staten van Aruba.

## Achtergrond
Op 30 maart 2021 bood het kabinet-Wever-Croes I zijn ontslag aan nadat de MEP het vertrouwen opzegde in coalitiepartner POR naar aanleiding van een strafrechtelijk onderzoek. Dit ontslag vond plaats een kleine zes maanden voor de geplande reguliere verkiezingen van 24 september 2021. Op verzoek van het kabinet ontbond wnd. gouverneur, Y. Lacle-Dirksz, het parlement en werden vervroegde verkiezingen uitgeschreven.

## Systematiek
De 21 zetels in de Staten worden gekozen door middel van het systeem van evenredige vertegenwoordiging. Om deel te nemen aan de verkiezingen moeten de bij de Electorale Raad geregistreerde partijen op 7 mei 2021 een kandidatenlijst inleveren. De kandidatenlijst moet hierna worden ondersteund door 1% van het totaal aantal kiezers (587 handtekeningen) dat bij de vorige verkiezingen een geldige stem uitbracht, naar boven afgerond. Het tekenen van de lijsten kunnen plaatsvinden gedurende zeven dagen volgend op de dag van indiening van de lijsten, tijdens de zogenaamde lijstondersteuning. Deze eis geldt niet voor partijen die bij de laatstgehouden verkiezingen een of meer zetels hebben behaald. Zij mogen automatisch aan de volgende verkiezingen meedoen. 

## Electorale Raad en de Kiesverordening
Voor de verkiezing van de Staten treedt de Electorale Raad op als Hoofdstembureau. Bij de verkiezingen bepaalt deze Raad de gang van zaken en vervult tevens een toezichthoudende taak. Ten behoeve van de werkzaamheden van de Hoofdstembureau wordt het hoofd van de Dienst Burgerlijke Stand en Bevolkingsregister als adviserend lid aan de Electorale Raad toegevoegd. Gedwongen maatregelen te nemen vanwege de coronacrisis is een overstap gemaakt naar gedeeltelijke digitalisering van de administratieve processen van het stembureau. Voor stemmers houdt het in dat de stempas is voorzien van een QR-code met de kiezersgegevens. Voor de inlevering van de kandidatenlijsten is een digital optie geboden, waarvan slechts een partij, RAIZ,  gebruikmaakte en werd het aantal stembureaus uitgebreid van 64 naar 70 teneinde het aantal stemmers per stembureau op 1050 te maximaliseren. 

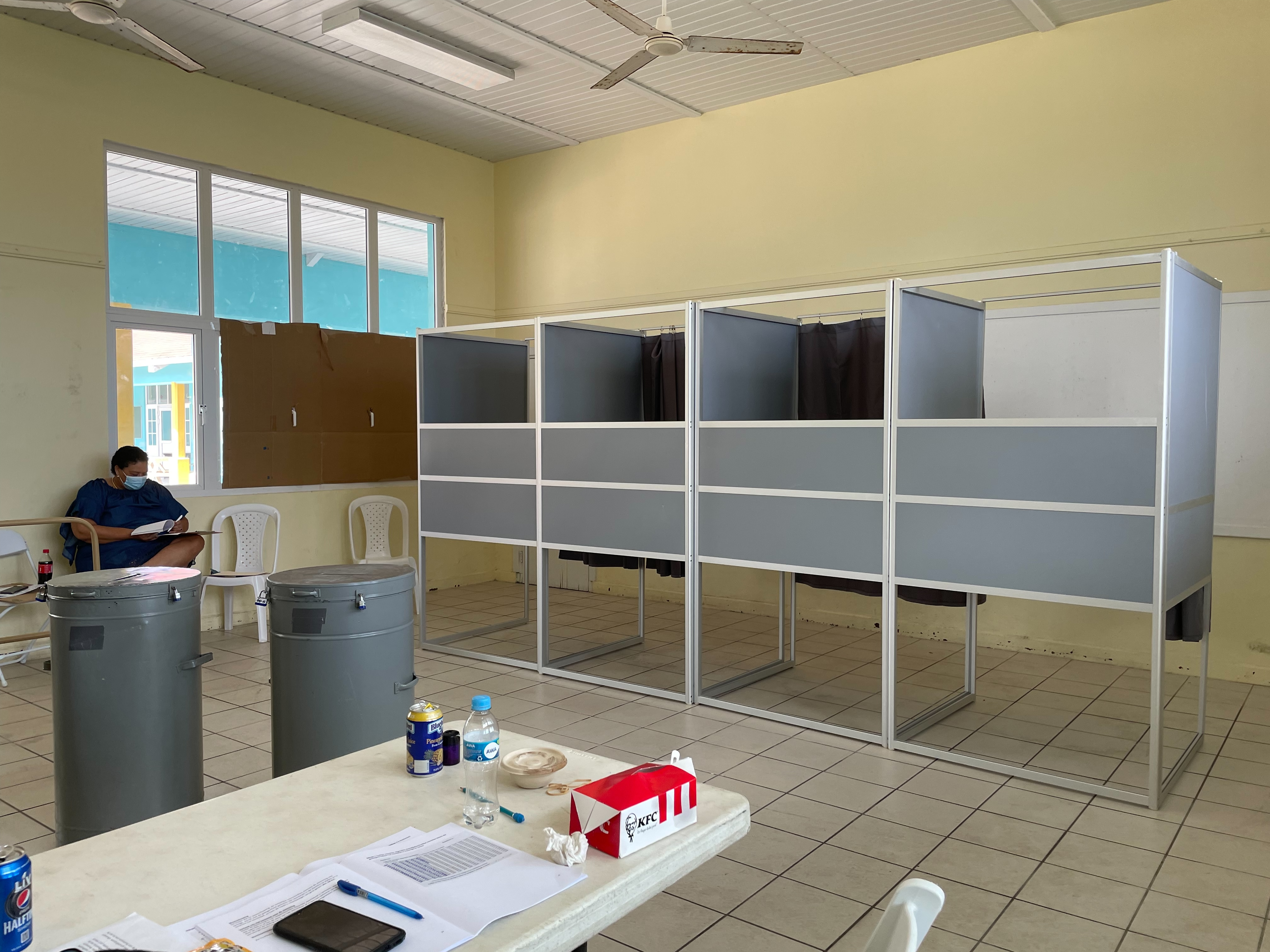
Stemhokken in stembureau nr. 64 in San Nicolas (2021)

. Naast het ambulante stembureau voor stemmers in het ziekenhuis, gevangenis en verpleegtehuizen is er ook een briefstembureau toegevoegd voor stemmers in isolatie. Aruba kent sedert 1979 geen volmachtsysteem voor het stemmen. Deelnemende partijen hebben op grond van artikel 10 lid 2 van de Kiesverordening Aruba recht op een afschrift van het kiezersregister, waarin van de kiesgerechtigden persoonsgegevens afkomstig uit het geautomatiseerd bevolkingsregister vermeld staan. Naar aanleiding van een ingediend klacht van privacyschending besloot de Minister van Algemene Zaken het kiezersregister niet langer te verstrekken, waarop de AVP een kortgeding aanspande. Ingaande 1 januari 2021 moeten politieke partijen en individuele politici voor het eerst verantwoording afleggen over de campagnegelden aan de "commissie financiën politieke partijen" onder voorzitterschap van de voorzitter van de Electorale Raad.

## Deelnemende partijen
Twaalf partijen hebben een kandidatenlijst ingeleverd. In de voorronde van lijstondersteuning gehouden tussen 10 en 18 mei (uitgezonderd zaterdag en zondag) moesten alle partijen, uitgezonderd zij die een statenzetel hebben, 587 handtekeningen van kiesgerechtigden verzamelen om aan de verkiezingen deel te nemen. Binnen vijf dagen hadden alle acht partijen hieraan voldaan en werd voor wat betreft het aantal deelnemers aan verkiezingen voor de Staten van Aruba een nieuw record gevestigd met twaalf partijen.
| Lijst | Partij | Lijsttrekker              | Persoonlijke stemmen |
| ----- | ------ | ------------------------- | -------------------- |
| 1     | A21    | Miguel Mansur             | 2.019                |
| 2     | PPA    | Lisette Malmberg          | 943                  |
| 3     | MAS    | Marisol Lopez-Tromp       | 4.191                |
| 4     | UPP    | Seraida Pemberton-Leonard | 132                  |
| 5     | MEP    | Evelyn Wever-Croes        | 7.518                |
| 6     | HTC    | Gilbert Webb              | 154                  |
| 7     | POR    | Alan Howell               | 353                  |
| 8     | AVP    | Mike Eman                 | 6.668                |
| 9     | PP     | Michael Williams          | 304                  |
| 10    | CURPA  | Eric Ras                  | 202                  |
| 11    | RAIZ   | Ursell Arends             | 1.939                |
| 12    | RED    | Ricardo Croes             | 1.184                |

## Verkiezingsuitslag
De uitslag wordt bekendgemaakt door het Hoofdstembureau Aruba. De vaststelling van de uitslag vond plaats op 30 juni 2021. Hierbij werd het verzoek van een aantal kiezers om hertelling van de ongeldig verklaarde stemmen door de Electorale Raad afgewezen. Op 6 juli werd deze weigering bij rechterlijke uitspraak bevestigd.

### Opkomst
|                          | 2017   | 2017      | 2021   | 2021  |
| # stemmen                | %      | # stemmen | %      |       |
| ------------------------ | ------ | --------- | ------ | ----- |
| Kiesgerechtigden         | 70.750 |           | 70.283 |       |
| Niet opgekomen           | 11.347 | 16,04     | 10.747 | 15,29 |
| Opkomst                  | 59.403 | 83,96     | 59.536 | 84,70 |
| Blanco/ongeldige stemmen | 751    | 1,26      | 890    | 1,49  |
| Geldige stemmen          | 58.652 | 98,74     | 58.646 | 98,51 |

### Stemmen en zetelverdeling
| Partij | Partij                                        | 2017      | 2017  | 2017   | 2021      | 2021  | 2021   | verschil | verschil |
| Partij | Partij                                        | # stemmen | %     | zetels | # stemmen | %     | zetels | %        | zetels   |
| ------ | --------------------------------------------- | --------- | ----- | ------ | --------- | ----- | ------ | -------- | -------- |
|        | MEP                                           | 22.061    | 37,61 | 9      | 20.700    | 35,29 | 9      | -2,32    | 0        |
|        | Partido di Pueblo Arubano                     | 23.376    | 39,86 | 9      | 18.335    | 31,26 | 7      | -8,60    | -2       |
|        | RAIZ                                          | 2.107     | 3,59  | 0      | 5.474     | 9,33  | 2      | +5,74    | +2       |
|        | Movimiento Arubano Soberano                   | 287       | 0,49  | 0      | 4.717     | 8,04  | 2      | +7,55    | +2       |
|        | Accion 21                                     | -         | -     | -      | 3.410     | 5,81  | 1      | +5,81    | +1       |
|        | RED Democratico                               | 4.166     | 7,10  | 1      | 1.784     | 3,04  | 0      | -4,06    | -1       |
|        | Partido Patriotico di Aruba                   | 656       | 1,12  | 0      | 1.809     | 3,08  | 0      | +1,96    | 0        |
|        | Union Patriotico Progresista                  | 656       | 1,12  | 0      | 621       | 1,05  | 0      | -0,07    | 0        |
|        | Pueblo Orguyoso y Respeta                     | 5.531     | 9,43  | 2      | 661       | 1,12  | 0      | -8,31    | -2       |
|        | Pueblo Prome                                  | -         | -     | -      | 574       | 0,97  | 0      | +0,97    | 0        |
|        | Cristiannan Uni Reforzando Potencial di Aruba | 468       | 0,80  | 0      | 312       | 0,53  | 0      | -0,27    | 0        |
|        | Hubentud Treciendo Cambio                     | -         | -     | -      | 249       | 0,42  | 0      | +0,42    | 0        |
| Totaal | Totaal                                        | 58.652    | 100   | 21     | 58.646    | 100,0 | 21     |          | 0        |

## Samenstelling
In de statenvergadering van 8 juli 2021 onder voorzitterschap van Mervin Wyatt-Ras werden 20 van de 21 statenleden beëdigd door Gouverneur Boekhoudt. In de zittingsperiode 2021-2025 zijn lid van de Staten van Aruba:
| nr. | Statenlid                              | Partij | Van:       | Tot:       | Opmerkingen |
| --- | -------------------------------------- | ------ | ---------- | ---------- | --- |
| 1   | mw. mr. E.C. Wever-Croes               | MEP    | 08-07-2021 | 17-09-2021 | |
| 1   | dhr. A Molina                          | MEP    | 17-09-2021 |            | |
| 2   | mw. mr. X.J. Maduro                    | MEP    | 08-07-2021 | 17-09-2021 | |
| 2   | mw. drs. S.M. Tromp-Lee                | MEP    | 17-09-2021 |            | fractievoorzitter tot september 2023                                                                                       |
| 3   | dhr. D.P. Oduber B.Ec.                 | MEP    | 08-07-2021 | 17-09-2021 | |
| 3   | dhr. mr. J.E Thijsen.                  | MEP    | 17-09-2021 | 1-12-2021  | benoemd tot vertegenwoordiger in Brussel (EU-aangelegenheden)en vervolgens benoemd tot gevolmachtigde minister in Den Haag |
|     | dhr. R.A. Hoek                         |        | 1-12-2021  |            | |
| 4   | dhr. G.F. Croes                        | MEP    | 08-07-2021 | 17-09-2021 | |
| 4   | mw. L.J. Christiaans Yarzagaray        | MEP    | 17-09-2021 |            | |
| 5   | dhr. R.G. Tjon, MBA                    | MEP    | 08-07-2021 | 17-09-2021 | |
| 5   | mw. D.B. Guedez-Erasmus                | MEP    | 17-09-2021 |            | |
| 6   | dhr. dr. A. Vallejo                    | MEP    | 08-07-2021 |            | |
| 7   | dhr. E.J.H. Croes                      | MEP    | 08-07-2021 | 17-09-2021 | |
| 7   | dhr. M. Berlis                         | MEP    | 17-09-2021 |            | |
| 8   | dhr. H.W.G. Tevreden                   | MEP    | 08-07-2021 |            | fractievoorzitter |
| 9   | dhr. mr. E.G.A. Vrolijk                | MEP    | 08-07-2021 |            | statenvoorzitter |
| 10  | dhr. mr. M.G. Eman                     | AVP    | 08-07-2021 |            | fractievoorzitter |
| 11  | dhr. ing. M.E. de Meza                 | AVP    | 08-07-2021 |            | |
| 12  | dhr. mr. drs. A.L. Dowers              | AVP    | 08-07-2021 |            | |
| 13  | mw. mr. G.L. Croes                     | AVP    | 08-07-2021 |            | onafhankelijke vanaf mei 2023                                                                                              |
| 14  | dhr. mr. dr. R.R. Santos do Nascimento | AVP    | 08-07-2021 |            | onafhankelijke vanaf april 2023                                                                                            |
| 15  | mw. drs. M.G. Wyatt-Ras                | AVP    | 08-07-2021 |            | |
| 16  | dhr. O.B. Sevinger                     | AVP    | 06-08-2021 |            | met voorkeurstemmen |
| 17  | dhr. U.M. Arends                       | RAIZ   | 08-07-2021 | 17-09-2021 | ondervoorzitter |
| 17  | mw. drs. R. Raymond                    | RAIZ   | 17-09-2021 |            | fractievoorzitter |
| 18  | dhr. mr. G.R. Wever                    | RAIZ   | 08-07-2021 | 17-09-2021 | fractievoorzitter |
| 18  | dhr. R. Kamperveen                     | RAIZ   | 17-09-2021 |            | ondervoorzitter |
| 19  | mw. drs. M.J. Lopez-Tromp              | MAS    | 08-07-2021 |            | fractievoorzitter |
| 20  | mw. A.A. Gunn                          | MAS    | 08-07-2021 |            | |
| 21  | dhr. M.J. Mansur                       | A21    | 08-07-2021 |            | |